# François Lemoyne

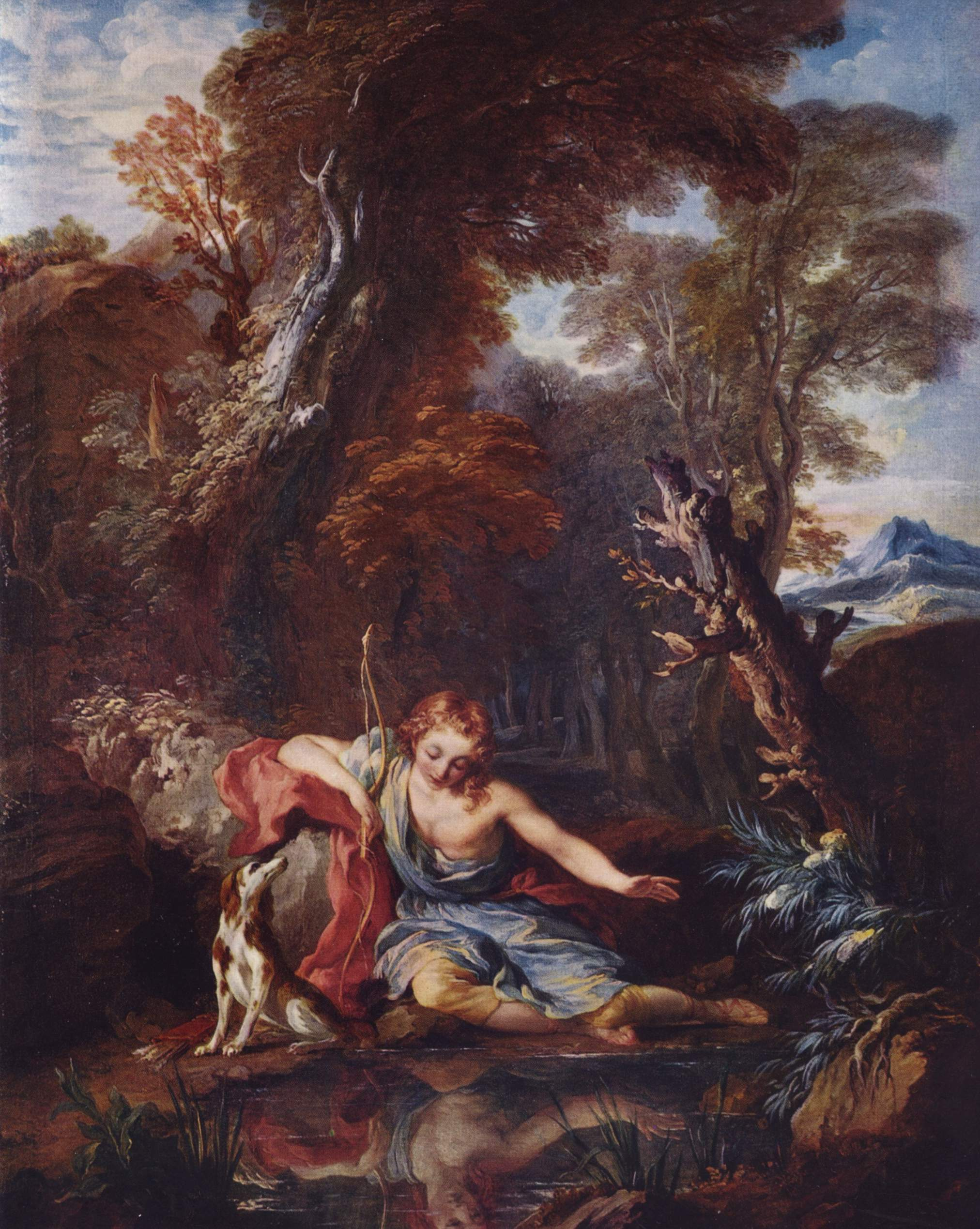
Narcissus (1728).

François Lemoyne (François Le Moyne), född 1668 i Paris, död där 4 juni 1737, var en fransk målare.
Lemoyne beundrade den italienske målaren Pietro da Cortonas verk och var en av de sista franska konstnärerna som följde barocktraditionen i sina utsmyckningar.
Trots att han aldrig studerat i Italien var han mycket påverkad av den venetianska dekorativa skolan. François Boucher var en av hans elever. Lemoyne målade bland annat en plafond i kyrkan Saint-Thomas-d'Aquin i Paris, en kupolfresk i Mariakapellet i Saint-Sulpice samt den kolossala plafonden i Herculessalen i slottet i Versailles.
François Lemoyne begick den 4 juni 1737 självmord i sin bostad vid Rue des Bons-Enfants i Paris.